# West Coast
〈West Coast〉는 라나 델 레이의 노래이다. 세 번째 정규 앨범 《Ultraviolence》의 리드 싱글이다.